# جوناثان كورتني
جوناثان كورتني (بالإنجليزية: Jonathan Courtney)‏ هو سياسي أمريكي، ولد في 16 يوليو 1966. حزبياً، نشط في Maine Republican Party ‏ والحزب الجمهوري.